# Colegiul Springfield
Colegiul Springfield este un colegiu aflat în localitatea Springfield, statul Massachusetts, care este cunoscut mai ales ca loc în care s-a desfășurat primul joc de baschet. Este așezat lângă eleșteul Watershops, la aproximativ două mile de centrul comercial din Springfield. Există unsprezece locuri în Statele Unite unde colegiul oferă cursuri, în special în domeniul resurselor umane.  Printre locațiile campusului SHS sunt: Houston din Texas, San Diego, California, Tampa, Florida, Boston, statul  Massachusetts, Manchesterstatul  New Hampshire, Saint Johnsbury, statul  Vermont, Charleston, statul  Carolina de Sud, Milwaukee, statul  Wisconsin, Los Angeles,  California și Wilmington,  Delaware.